# 山野村 (広島県)
山野村（やまのむら）は、かつて広島県深安郡（旧安那郡）にあった村である。現在の福山市山野町にあたる。

## 地理
- 河川 : 小田川

## 歴史
1889年（明治22年）、町村制施行前にあった山野村と矢川村の安那郡2村が合併し、町村制施行による山野村となる。

### 沿革
- 1889年（明治22年）
  - 4月1日 : 町村制施行による安那郡山野村が成立。
- 1898年（明治31年）
  - 10月1日 : 安那郡が深津郡と合併し、 深安郡となる。
- 1955年（昭和30年）
  - 3月29日 : 廃庁式が行われる[2]。
  - 3月30日 : 山野村を廃止[2]。
  - 3月31日 : 山野村・ 加茂村・広瀬村の深安郡3村が対等合併し、深安郡加茂町となる[3]。これにより旧山野村は加茂町大字山野、加茂町大字矢川となる[1]。
- 1975年（昭和50年）
  - 2月1日 : 加茂町が芦品郡駅家町とともに福山市へ編入。これにより旧山野村は福山市加茂町大字山野、福山市加茂町大字矢川となる[1]。
- 1976年（昭和51年）
  - この年 : 地域の熱望により福山市加茂町から分離し、福山市山野町が誕生[1]。これにより旧山野村は福山市山野町大字山野、福山市山野町大字矢川となる[1]。

## 行政

### 村長
| 代 | 氏名       | 就任                  | 出典  |
| -- | ---------- | --------------------- | ----- |
| 1  | 宮本幸次郎 | 1889年（明治22年）4月 | [ 4 ] |
| 2  | 藤井富貴太 | 1891年（明治24年）4月 | [ 4 ] |
| 3  | 藤井貫郎   | 1902年（明治35年）4月 | [ 4 ] |
| 4  | 藤井富貴太 | 1917年（大正6年）4月  | [ 4 ] |
| 5  | 菅田賢一   | 1920年（大正9年）4月  | [ 4 ] |
| 6  | 三木億太郎 | 1924年（大正13年）4月 | [ 4 ] |
| 7  | 菅田賢一   | 1925年（大正14年）4月 | [ 4 ] |
| 8  | 藤原政一   | 1929年（昭和4年）4月  | [ 4 ] |
| 9  | 水田喬一   | 1933年（昭和8年）4月  | [ 4 ] |
| 10 | 世良智一   | 1946年（昭和21年）4月 | [ 4 ] |
| 11 | 島谷真三   | 1952年（昭和27年）4月 | [ 4 ] |

### 議長
| 代 | 氏名       | 就任                  | 出典  |
| -- | ---------- | --------------------- | ----- |
| 1  | 江草蔵治   | 1947年（昭和22年）4月 | [ 4 ] |
| 2  | 藤井清     | 1949年（昭和24年）4月 | [ 4 ] |
| 3  | 松井佐十   | 1951年（昭和26年）4月 | [ 4 ] |
| 4  | 佐々木孝一 | 1952年（昭和27年）4月 | [ 4 ] |

### 編入問題
村政において岡山県へ編入する動きが幾度も発生した。1896年（明治29年）には、岡山県による編入の動きが起きたものの、村全戸の調印で合併反対、広島県存置の陳情書を提出し、編入を回避。1947年（昭和22年）12月25日には、村による「大谷堀切隧道期成委員会」が開かれた際に、七曲隧道の建設をめぐって隧道開削よりも岡山県へ編入するほうが村の将来のために有利だとの動議が出たものの、1948年（昭和23年）1月1日に開催された「山野村民大会」にて討論の結果、隧道開削を広島県に陳情することとし、編入を断念。1955年（昭和30年）の加茂村との合併をめぐっても岡山県編入が浮上し、自治庁は「県境を越えての合併は考えておらぬ。」とし、大原博夫広島県知事は「将来岡山県合併が容易に出来る時機が来たら山野村民の意見を尊重する。」としていたが、合併前の2月26日に村民一戸一票の住民投票で広島県内での合併が賛成多数となり、同日午後の村議会で山野村・加茂村・広瀬村との合併協定を決議。岡山県に編入することなく、広島県内での合併となり廃村となった。

## 地域

### 学校
- 広島県立神辺高等学校定時制課程山野分校[8]

## 交通

### バス
- 山野 - 井原 …… 1923年（大正12年）開通[9]、村と岡山県井原市を結ぶ路線。
- 福山 - 山野 …… 1925年（大正14年）開通[9]、福山市と村を結ぶ路線。